# Cephaloscyllium pardelotum
Cephaloscyllium pardelotum är en hajart som beskrevs av Schaaf-Da Silva och Ebert 2008. Cephaloscyllium pardelotum ingår i släktet Cephaloscyllium och familjen rödhajar. IUCN kategoriserar arten globalt som otillräckligt studerad. Inga underarter finns listade i Catalogue of Life.